# Право на тиражиране
Право на тиражиране или „копирайт“ е право отнасящо се до управляването на собственост, която бива квалифицирана като „интелектуална“. То дава на собственика си изключителното право да копира и разпространява творческо произведение, обикновено за период от време.
Създаденото от един автор може да бъде в литературна, художествена, образователна и музикална форма. Копирайтът има за цел да защити оригиналния израз на идея под формата на творческо произведение, но не и самата идея. Копирайтът подлежи на ограничения въз основа на съображения от обществен интерес в някои страни, като например Закон за честна употреба на копирайт в САЩ.
Някои копирайт изискват(?) „поправяне“ на защитени авторски произведения в конкретна форма. Често се споделя между множество автори, всеки от които притежава набор от права за използване и лицензиране на произведението и които стават вече носители на права. Тези права често включват възпроизвеждане, контрол върху производни произведения, разпространение, публично изпълнение и морални права като приписване.
Копирайт права могат да бъдат предоставени от публичното право и в този случай се считат за „териториални права“. Това означава, че копирайтът, предоставени от закона на определена държава, не се простират извън територията на тази конкретна юрисдикция. Копирайтът от този тип варират в зависимост от държавата; много държави, а понякога и голяма група държави, са сключили споразумения с други държави относно процедурите, приложими, когато произведенията „преминават“ националните граници или националните права са непоследователни.
Обикновено продължителността на публичното право на копирайт изтича 50 до 100 години след смъртта на създателя, в зависимост от юрисдикцията. Някои държави изискват определени формалности за установяване на копирайт, докато други признават копирайт върху всяко завършено произведение, което няма официална регистрация. Като цяло смята се, че по-голямата продължителност на копирайт гарантира по-добра защита на произведенията.
Когато копирайтът на произведение изтече, то става обществено достояние.

## История
Концепцията за копирайт се развива след като печатната преса влиза в употреба в Европа през 15-ти и 16-ти век. Печатната преса прави много по-евтина производството на произведения, но тъй като първоначално нямало закон за авторското право, всеки можел да купи или наеме преса и да отпечата всеки текст. Популярните нови произведения били незабавно пренастроени и публикувани отново от конкуренти, така че пресите се нуждаели от постоянен поток от нов материал. Хонорарите, плащани на авторите за нови произведения били високи и значително допълват доходите на много академици.
Печатането донеся дълбоки социални промени. Повишаването на грамотността в цяла Европа довело до драматично увеличаване на търсенето на материали за четене. Цените на препечатките били ниски, така че публикациите можели да бъдат закупени от по-бедни хора, създавайки масова публика. На пазарите с немски език преди появата на авторското право, техническите материали, като популярната художествена литература са били евтини и широко достъпни; Предполага се, че това е допринесло за индустриалния и икономически успех на Германия. След установяването на закона за копирайтът(през 1710 г. в Англия и Шотландия и през 1840-те в немскоговорещите райони) масовият пазар на ниски цени изчезва и били публикувани малко и по-скъпи издания; разпространението на научна и техническа информация било значително намалено.

### Концепция
Концепцията за копирайт е разработена за първи път в Англия. В отговор на отпечатването на „скандални книги и брошури“, английският парламент приел Закона за лицензиране на печата от 1662г., който изисква всички планирани публикации да бъдат регистрирани в одобреното от правителството Сдружение на книгоиздателите и вестникарите, което дава на книгоиздателите правото да се регулира какъв материал може да бъде отпечатан.
Указът на кралица Анна, приет през 1710г. в Англия и Шотландия, предоставя първото законодателство за защита на авторското право. Законът за копирайтътот 1814 г. разширява повече права на авторите, но не защитава британците от препечатване на творенията им в САЩ. Бернската международна конвенция за копирайт от 1886г. най-накрая осигурява пълна защита на авторите сред страните, подписали споразумението, въпреки че САЩ се присъединяват към Бернската конвенция едва през 1989г.
В САЩ Конституцията предоставя на Конгреса правото да установява закони за копирайт и патент. Малко след приемането на Конституцията, Конгресът приел Закона за копирайтътот 1790г., като го моделира по Указа на кралица Анна. Докато националното законодателство защитава публикуваните произведения на авторите, на държавите били предоставени правомощия да защитават непубликуваните произведения на авторите. Последното основно преразглеждане на копирайтът в САЩ е Законът за копирайтътот 1976 г., разширяващ федералното копирайт върху произведения веднага щом бъдат създадени и „поправени“, без да се изисква публикация или регистрация. Държавното законодателство продължава да се прилага за непубликувани произведения, които по друг начин не са защитени с копирайт от федералния закон. Този закон също така променя изчисляването на срока на копирайтътот фиксиран срок (тогава максимум петдесет и шест години) на „живот на автора плюс 50 години“. Тези промени доближават САЩ до съответствие с Бернската конвенция и през 1989г. Съединените щати допълнително преразглеждат своя закон за копирайтъти се присъединяват официално към Бернската конвенция.
Законите за копирайтътпозволяват продукти на творчески човешки дейности, като литературна и художествена продукция, да бъдат преференциално експлоатирани и по този начин да бъдат стимулирани. Различните културни нагласи, социални организации, икономически модели и правни рамки обясняват защо копирайтътсе е появило в Европа, а не например в Азия. През Средновековието в Европа като цяло липсва каквото и да е понятие за литературна собственост поради общите производствени отношения, специфичната организация на литературното производство и ролята на културата в обществото. Последното се отнася до тенденцията на устните общества, като това в Европа през Средновековието, да разглеждат знанието като продукт и израз на колектива, вместо да го разглеждат като индивидуална собственост. Въпреки това, със законите за авторското право, интелектуалната продукция започва да се разглежда като продукт на индивид със съпътстващи права. Най-важният момент е, че законите за патента и копирайтътподкрепят разширяването на обхвата на творчески човешки дейности, които могат да бъдат оползотворени. Това е паралелно с начините, по които капитализмът доведе до комодификация на много аспекти на социалния живот, които по-рано нямаха парична или икономическа стойност сами по себе си.
Копирайтътсе превърна в концепция, която оказва значително влияние върху почти всяка съвременна индустрия, включително не само литературната работа, но и форми на творческа работа като звукозаписи, филми, снимки, софтуер и архитектура.

### Национални права
Често разглеждан като първия истински закон за авторското право, Британският Указ на кралица Анна от 1709г. дава права на издателите за определен период от време, след което копирайтътизтича Актът намеква и за индивидуалните права на художника. Започваше с думите: „Като има предвид, че в последно време печатници, книготърговци и други лица често приемат свободата да печатат... книги и други писания без съгласието на авторите... в техен много голям ущърб и твърде често за гибелта на тях и техните семейства:". Артикулирано е право да се извлича финансова полза от произведението, а съдебните решения и законодателството признават правото да се контролира работата, като например да се гарантира, че нейната цялост се запазва. Неотменимо право да бъдеш признат за създател на произведението се появява в законите за копирайтътна някои държави. Конституцията на Съединените щати с клауза за копирайт (1787 г.) разрешава законодателство за авторското право: „За насърчаване на прогреса на науката и полезните изкуства, като осигурява за ограничен период от време на авторите и изобретателите изключителното право върху техните съответни писания и открития“. Тоест, като им се гарантира период от време, в който те самите биха могли да се възползват от своите произведения, те ще получат възможност и ще бъдат насърчени да инвестират времето, необходимо за създаването им, и това би било добре за обществото като цяло. Правото на печалба от произведението е философската основа за много законодателство, разширяващо продължителността на авторското право, до живота на създателя и извън него, до техните наследници. Първоначалната продължителност на копирайтътв Съединените щати беше 14 години и трябваше изрично да се кандидатства. Ако авторът пожелае, те биха могли да кандидатстват за втори 14-годишен монопол, но след това произведението стана обществено достояние, за да може да бъде използвано и надграждано от други. Законът за копирайтъте приет доста късно в германските държави и историкът Екхард Хьофнер твърди, че отсъствието на закони за копирайтътв началото на 19-ти век е насърчило публикуването, е било печелившо за авторите, е довело до разпространение на книги, задълбочено познанието и в крайна сметка е било важно фактор за възхода на Германия като сила през този век. Въпреки това, емпиричните доказателства, извлечени от екзогенното диференцирано въвеждане на копирайтътв Наполеонова Италия, показват, че „основните копирайт увеличават както броя, така и качеството на оперите, измерено чрез тяхната популярност и трайност“.

### Международни договори за копирайт
Бернската конвенция от 1886г. за първи път установява признаване на копирайтът сред суверенните нации, а не само двустранно. Съгласно Бернската конвенция, копирайтът върху творчески произведения не трябва да се потвърждават или декларират, тъй като те автоматично влизат в сила при създаването им: не е необходимо авторът да „регистрира“ или „да кандидатства“ за копирайт в страни, които се придържат към Бернската конвенция. Веднага щом дадено произведение е "фиксирано", тоест написано или записано на някакъв физически носител, неговият автор автоматично има право на всички копирайт върху произведението и на всякакви производни произведения, освен ако и докато авторът изрично не ги откаже, или докато копирайтът изтичат. Бернската конвенция също доведе до това, че чуждестранните автори се третират еквивалентно на местните автори във всяка страна, подписала конвенцията. Обединеното кралство подписва Бернската конвенция през 1887г., но не прилага големи части от нея чак до 100 години по-късно, с приемането на Закона за авторското право, дизайна и патентите от 1988г. Специално, за образователни и научни цели, Бернската конвенция предоставя проблеми на развиващите се страни задължителни лицензи за превод или възпроизвеждане на произведения, защитени с копирайт в рамките, предписани от Конвенцията. Това беше специална разпоредба, която беше добавена по време на преразглеждането на Конвенцията от 1971г. поради силните изисквания на развиващите се страни. Съединените щати подписаха Бернската конвенция едва през 1989г.
Вместо това Съединените щати и повечето страни от Латинска Америка влязоха в Конвенцията от Буенос Айрес през 1910г., която изисквало известие за копирайт върху произведението (като всички права запазени) и позволяваше на подписалите страни да ограничат продължителността на копирайтът до по-кратки и подновяеми срокове. Универсалната конвенция за копирайт е изготвена през 1952 г. като друга по-малко взискателна алтернатива на Бернската конвенция и ратифицирана от държави като Съветския съюз и развиващите се страни. Разпоредбите на Бернската конвенция са включени в споразумението TRIPS на Световната търговска организация (1995 г.), като по този начин дава на Бернската конвенция ефективно почти глобално приложение
През 1961г. Обединено международно бюро за защита на интелектуалната собственост подписват Римската конвенция за защита на изпълнителите, производителите на звукозаписи и свързаните организации. През 1996г. тази организация е наследена от Световната организация за интелектуална собственост, която поставя началото на Договора на СОИС за изпълнения и звукови записи от 1996г. и Договора на СОИС за копирайт от 2002г., който въвежда по-големи ограничения върху използването на технологии за копиране на произведения в нациите, които са го ратифицирали. Транстихоокеанското партньорство включва разпоредби за интелектуална собственост, свързани с авторското право.
Законите за копирайтътса стандартизирани донякъде чрез тези международни конвенции като Бернската конвенция и Универсалната конвенция за копирайт. Тези многостранни договори са ратифицирани от почти всички страни и международни организации като Европейския съюз или Световната търговска организация изискват от своите държави членки да ги спазват.

## Получаване на защита
Първоначалният притежател на копирайтътможе да бъде работодателят на автора, а не самият автор, ако произведението е „работа под наем“. Например, в английското законодателство Законът за авторското право, дизайните и патентите от 1988 г. предвижда, че ако защитено с копирайт произведение е направено от служител по време на тази работа, копирайтътавтоматично се притежава от работодателя, което би било „Работа под наем“. Обикновено първият собственик на копирайт е лицето, създало произведението, т.е. авторът. Но когато повече от едно лице създава произведението, тогава може да се направи случай на съвместно авторство, при условие че са изпълнени някои критерии.

### Видове произведения
Копирайтътможе да се прилага за широк спектър от творчески, интелектуални и художествени форми т.н. „произведения“. Спецификите варират според предназначение но им, но те включват стихотворения, тезиси, измислени герои, пиеси и други литературни произведения, филми, хореография, музикални композиции, звукозаписи, картини, рисунки, скулптури, фотографии, компютърен софтуер, радио и телевизионни предавания и промишлен дизайн. Графичните дизайни и промишлените дизайни може да имат отделни или припокриващи се закони, прилагани към тях в някои юрисдикции.
Копирайтътне обхваща самите идеи и информация, а само формата или начина, по който са изразени.Например, копирайтътвърху анимационен филм на Мики Маус ограничава другите да правят копия на карикатурата или да създават производни произведения, базирани на конкретната антропоморфна мишка на Дисни, но не забраняват създаването на други произведения за антропоморфни мишки като цяло, стига да са различни достатъчно, за да не бъдат оценени копия на Дисни. Освен това имайте предвид, че Мики Маус не е защитен с копирайт, тъй като героите не могат да бъдат защитени с копирайт; по-скоро Парахода Уили е защитен с копирайт, а Мики Маус, като герой в това защитено с копирайт произведение, получава защита.

### Оригиналност
Обикновено произведението трябва да отговаря на минимални стандарти за оригиналност, за да отговаря на изискванията за копирайт, а копирайтътизтича след определен период от време (някои юрисдикции може да разрешат това да бъде удължено). Различните страни налагат различни тестове, въпреки че като цяло изискванията са ниски; в Обединеното кралство трябва да има някакво „умение, труд и преценка“, които са вложени в това. В Австралия и Обединеното кралство се смята, че една дума е недостатъчна, за да състави произведение с копирайт. Въпреки това, отделни думи или кратък низ от думи понякога могат да бъдат регистрирани като търговска марка. Законът за копирайтътпризнава правото на автор въз основа на това дали произведението всъщност е оригинално творение, а не въз основа на това дали е уникално; двама автори могат да притежават копирайт върху две по същество идентични произведения, ако се установи, че дублирането е случайно и нито едно от тях не е копирано от другото.

### Регистрация
Във всички страни, където се прилагат стандартите на Бернската конвенция, копирайтъте автоматично и не е необходимо да се получава чрез официална регистрация в която и да е държавна служба. След като идеята бъде сведена до осезаема форма, например чрез закрепването й във фиксиран носител (като рисунка, ноти, снимка, видеокасета или компютърен файл), притежателят на копирайтът има право да наложи своята изключителна права. Въпреки това, въпреки че регистрацията не е необходима за упражняване на копирайт, в юрисдикции, където законите предвиждат регистрация, тя служи като prima facie доказателство за валидно копирайт и позволява на притежателя на копирайтът да търси законови вреди и адвокатски хонорари. (В САЩ регистрацията след нарушение позволява само на човек да получи реални щети и пропуснати ползи.)
Широко разпространената стратегия за избягване на разходите за регистрация на копирайт се нарича копирайт на бедния човек. Предлага се създателят да си изпрати творбата в запечатан плик с препоръчана поща, като използва пощенското клеймо за установяване на датата. Тази техника не е призната в никакви публикувани становища на съдилищата на Съединените щати. Службата за копирайт на Съединените щати казва, че техниката не е заместител на действителната регистрация. Службата за интелектуална собственост на Обединеното кралство обсъжда техниката и отбелязва, че техниката (както и търговските регистри) не представляват диспозитивно доказателство, че произведението е оригинално, нито установява кой е създал произведението.

### Поправяне
Бернската конвенция позволява на страните членки да решат дали творческите произведения трябва да бъдат „поправяни“, за да се ползват с копирайт. Член 2, раздел 2 от Бернската конвенция гласи: „Законодателството на страните от Съюза трябва да предписва, че произведенията като цяло или някои определени категории произведения не се закрилят, освен ако не са фиксирани в някаква материална форма " Някои държави не изискват произведение да бъде произведено в определена форма, за да получи защита на авторското право. Например Испания, Франция и Австралия не изискват фиксиране за защита на копирайтът. Съединените щати и Канада, от друга страна, изискват повечето произведения да бъдат „фиксирани в осезаем носител на изразяване“, за да получат защита на авторското право. Законът на САЩ изисква фиксирането да бъде достатъчно стабилно и постоянно, за да бъде „възприето, възпроизвеждано или съобщено за период, по-дълъг от преходна продължителност“. По същия начин канадските съдилища смятат, че фиксирането изисква произведението да бъде „изразено до известна степен поне в някаква материална форма, способна да се идентифицира и има повече или по-малко постоянна издръжливост“. Обърнете внимание на тази разпоредба от законодателството на САЩ: c) Действие на Бернската конвенция.— Никакво право или интерес върху произведение, което отговаря на условията за закрила съгласно това заглавие, не може да се претендира по силата на или в зависимост от разпоредбите на Бернската конвенция или придържането към тях на Съединените щати към него. Всички права върху произведение, отговарящи на условията за закрила съгласно това заглавие, които произтичат от това заглавие, други федерални или щатски закони или общото право, няма да бъдат разширявани или намалявани по силата на или в зависимост от разпоредбите на Бернската конвенция, или присъединяването на Съединените щати към тях.

### Известие за копирайт
Преди 1989 г. законодателството на Съединените щати изискваше използването на известие за копирайт, състоящо се от символа за копирайт (©, буквата C в кръг), съкращението „Copr.“ или думата „Копирайт“, последвано от годината на първа публикация на произведението и името на притежателя на копирайт. Може да се отбележат няколко години, ако работата е преминала през съществени ревизии. Правилното известие за копирайт за звукозаписи на музикални или други аудиопроизведения е символ за копирайт на звукозапис ( буквата P в кръг), който обозначава копирайт на звукозапис, като буквата P означава „фонозапис“. Освен това фразата Всички права запазени някога е била необходима за защита на копирайта, но сега тази фраза е юридически остаряла. Почти всичко в Интернет има някакъв копирайт, свързан с него. Дали тези неща са с воден знак, подписани или имат някакъв друг вид индикация за копирайт обаче е различна история.
През 1989 г. Съединените щати приеха Закона за прилагане на Бернската конвенция, изменяйки Закона за копирайт от 1976 г., за да съответства на повечето от разпоредбите на Бернската конвенция. В резултат на това използването на известия за копирайт стана незадължително за заявяване на копирайт, тъй като Бернската конвенция прави копирайта автоматично. Въпреки това, липсата на известие за копирайт, използващо тези марки, може да има последици от гледна точка на намаляване на щетите при съдебно дело за нарушение – използването на известия в тази форма може да намали вероятността защитата на „невинно нарушение“ да бъде успешна.

## Приложение
Копирайтът обикновено се прилагат от притежателя в граждански съд, но в някои юрисдикции има и закони за наказателни нарушения. Докато в някои страни се поддържат централни регистри, които помагат за доказване на претенции за собственост, регистрирането не доказва непременно собствеността, нито фактът на копиране (дори без разрешение) непременно доказва, че копирайтът са били нарушени. Наказателните санкции обикновено са насочени към сериозна дейност за фалшифициране, но сега стават все по-често срещани, тъй като колективи за копирайт като АЗИА все повече се насочват към домашния потребител на споделяне на файлове. Досега обаче повечето подобни дела срещу споделящите файлове са били решавани извън съда. (Вижте правни аспекти на споделянето на файлове) В повечето юрисдикции притежателят на копирайтът трябва да поеме разходите за прилагане на копирайтът. Това обикновено включва ангажиране на правно представителство, административни или съдебни разходи.
В светлината на това много спорове за копирайт се уреждат чрез пряк подход към нарушителя, за да се разреши спорът извън съда.
„...до 1978 г. обхватът беше разширен, за да се прилага за всеки „израз“, който е бил „фиксиран“ във всеки носител, тази защита се предоставя автоматично, независимо дали авторът го иска или не, не се изисква регистрация.“

### Нарушаване на копирайт
За да се счита, че дадено произведение нарушава авторското право, използването му трябва да е извършено в нация, която има вътрешни закони за копирайтътили се придържа към двустранен договор или установена международна конвенция, като Бернската конвенция или Договора за копирайт на СОИС. Неправилното използване на материали извън законодателството се счита за „неразрешено издание“, а не за нарушаване на копирайт.
Статистическите данни относно последиците от нарушаването на копирайт са трудни за определяне. Проучванията са се опитали да определят дали има парична загуба за индустрии, засегнати от нарушаване на копирайт, като се предвиди каква част от пиратските произведения биха били официално закупени, ако не са били свободно достъпни. Други доклади показват, че нарушаването на копирайт не оказва неблагоприятно въздействие върху развлекателната индустрия и може да има положителен ефект. По-специално, едно университетско проучване от 2014 г. заключава, че безплатното музикално съдържание, достъпно в YouTube, не вреди непременно на продажбите, вместо това има потенциал да увеличи продажбите.
Според доклада на Комисията за интелектуална собственост годишните разходи за кражба на интелектуална собственост за икономиката на САЩ „продължават да надхвърлят 225 милиарда долара в фалшиви стоки, пиратски софтуер и кражба на търговски тайни и могат да достигнат до 600 милиарда долара.“ A 2019. Проучване, спонсорирано от Центъра за глобална политика за иновации на Търговската камара на САЩ (GIPC), в партньорство с NERA Economic Consulting, „оценява, че глобалното онлайн пиратство струва на американската икономика поне 29,2 милиарда долара пропуснати приходи всяка година.“ Доклад от август 2021г. от Digital Citizens Alliance заявява, че „онлайн престъпниците, които предлагат откраднати филми, телевизионни предавания, игри и събития на живо чрез уебсайтове и приложения, жънат 1,34 милиарда долара годишни приходи от реклама“. Това идва в резултат на това, че потребителите посещават пиратски уебсайтове, които след това са подложени на пиратско съдържание, злонамерен софтуер и измами.

## Предоставени права
Според Световната организация за интелектуална собственост копирайтътзащитава два вида права. Икономическите права позволяват на притежателите на права да получават финансова награда от използването на техните произведения от други. Моралните права позволяват на авторите и създателите да предприемат определени действия, за да запазят и защитят връзката си с работата си. Авторът или създателят може да бъде собственик на икономическите права или тези права могат да бъдат прехвърлени на един или повече собственици на копирайт. Много страни не позволяват прехвърляне на морални права. Икономически права Редакт При всякакъв вид собственост неговият собственик може да реши как да се използва, а други могат да го използват законно само ако имат разрешение на собственика, често чрез лиценз. Използването на имота от собственика обаче трябва да зачита законно признатите права и интереси на други членове на обществото. Така собственикът на защитено с копирайт произведение може да реши как да използва произведението и може да попречи на други да го използват без разрешение. Националните закони обикновено предоставят на собствениците на копирайт изключителни права да разрешават на трети страни да използват техните произведения, при спазване на законово признатите права и интереси на други лица.

### Икономически права
Повечето закони за копирайтътпосочват, че авторите или други собственици на права имат право да разрешават или предотвратяват определени действия във връзка с произведение. Собствениците на права могат да разрешат или забранят: възпроизвеждане на произведението в различни форми, като печатни публикации или звукозаписи; разпространение на копия от произведението; публично изпълнение на произведението; излъчване или друго съобщаване на произведението пред обществеността; превод на произведението на други езици; и адаптация на произведението, като например превръщането на роман в сценарий.

### Морални права
Моралните права са свързани с неикономическите права на твореца. Те защитават връзката на автора с произведението, както и целостта на произведението. Моралните права се предоставят само на отделни автори и в много национални закони те остават за авторите дори след като авторите са прехвърлили своите имуществени права. В някои страни от ЕС, като Франция, моралните права продължават за неопределено време. В Обединеното кралство обаче моралните права са ограничени. Тоест, правото на приписване и правото на интегритет продължават само докато произведението е с копирайт. Когато срокът на копирайтътизтече, моралните права в това произведение също изтичат. Това е само една от причините, поради които режимът на моралните права в Обединеното кралство често се счита за по-слаб или по-нисък от защитата на моралните права в континентална Европа и другаде по света. Бернската конвенция, в член чл.6, изисква нейните членове да предоставят на авторите следните права:
- правото да се претендира за авторство на произведение (понякога наричано право на бащинство или право на приписване);
- и правото на възражение срещу всяко изкривяване или модифициране на произведение или друго унизително действие по отношение на произведение, което би накърнило честта или репутацията на автора (понякога наричано право на почтеност).

Тези и други подобни права, предоставени в националното законодателство, обикновено са известни като морални права на авторите. Бернската конвенция изисква тези права да са независими от икономическите права на авторите. Моралните права се предоставят само на отделни автори и в много национални закони те остават за авторите дори след като авторите са прехвърлили своите имуществени права. Това означава, че дори когато, например, филмов продуцент или издател притежава икономическите права върху произведение, в много юрисдикции отделният автор продължава да има морални права.
Наскоро, като част от дебатите, провеждани в Службата за копирайт на САЩ по въпроса за включването на моралните права като част от рамката на Закона за копирайтътв Съединените щати, Службата за копирайт стигна до заключението, че много различни аспекти на настоящите морални смесени права – включително производното работно право на закона за авторското право, държавните закони за морални права и договорното право – като цяло работят добре и не трябва да се променят. Освен това Службата стига до заключението, че в момента няма нужда от създаване на общ статут на моралните права. Въпреки това, има аспекти на шарка на моралните права в САЩ, които могат да бъдат подобрени в полза на отделните автори и на системата за копирайт като цяло.
Законът за копирайтътв Съединените щати, няколко изключителни права се предоставят на притежателя на копирайт, както са изброени по-долу:

## Автор и носители на копирайт
Автор е физическото лице, в резултат на чиято творческа дейност е създадено произведение на литературата, изкуството или науката.

## Обекти на копирайт
Кои са обектите на копирайтътсе определя в чл. 3 от Закона за копирайтъти сродните му права (ЗАПСП). Ал. 1 съдържа легалната дефиниция на понятието обект на копирайт – това са произведения на литературата, изкуството или науката, които са резултат от творческа дейност и са изразени по какъвто и да е начин и в каквато и да е обективна форма.
Следва и примерно (неизчерпателно) изброяване на видовете обекти на авторското право.

### Какво не е обект на копирайт
Не са обект на копирайт нормативните и индивидуални актове на държавни органи (закони, наредби, постановления, правилници, заповеди и пр.), както и официалните им преводи, както и всякакви идеи и концепции, фолклорни творби, новини, факти, сведения и данни.

## Времетраене на копирайтът
Копирайтътсе закриля за определен срок от време. Съществуват и идеи за „вечна“ закрила на копирайтът, но те нямат широко разпространение на практика в законодателствата на държавите (Никарагуа).
Различните държави предвиждат различен срок на времетраене на авторското право. Обикновено се цели да се защитят интересите на най-близките поколения наследници на автора. Сроковете се колебаят между 25 и 80 години, като тенденцията е за удължаване периода на закрила.
Според чл. IV на Универсалната конвенция за копирайт „срокът на закрила на произведения, защитени по тази Конвенция, не може да бъде по-кратък от живота на автора и двадесет и пет години след неговата смърт“.
Бернската конвенция за закрила на литературните и художествените произведения предвижда в чл. 7, ал. 1 минимален срок на закрила 50 години след смъртта на автора – горе-долу, колкото е средната продължителност на живота на 2 поколения наследници на автора. Сроковете започват да текат от 1 януари на годината, следваща смъртта на автора. Ако авторът е неизвестен, срокът започва да тече от 1 януари на годината, следваща публичното разгласяване на произведението.
В България времетраенето на копирайтъте уредено в Глава шеста на ЗАПСП. То е съобразено с изискванията на Бернската конвенция, по която България е страна, а също и с Европейското споразумение за асоцииране. Времето, през което копирайтът се закриля, се различава според това дали авторът (напр. писател, художник и т.н.) е известен, или не. В първия случай закрилата е до 70 години след смъртта на автора. Във втория случай – 70 години от първото разгласяване (напр. публикуване) на произведението. Ако обаче в този срок авторът стане известен или псевдонимът му не буди съмнение относно личността му – тогава се прилагат правилата според първия случай. При съавторство срокът започва да тече от смъртта на последния преживял съавтор.
При компютърните програми и бази данни, които са създадени в рамките на трудови правоотношения, носител на копирайтъте работодателят, освен ако не е уговорено друго. Срокът започва да тече от разгласяване на произведението. Ако обаче се установи конкретният автор. прилага се общите правила.
При филми – 70 години след смъртта на последния преживял измежду режисьора, сценариста, оператора, автора на диалога и автора на музиката, ако тя е била създадена специално за филма.
При т. нар. „сборни произведения“ – периодика, произведения излизащи на части, томове, епизоди и т.н. срокът тече поотделно от публикуването на всяка тяхна част.